# Telebasis luizae
Telebasis luizae là một loài chuồn chuồn kim trong họ Coenagrionidae.
Telebasis luizae được miêu tả khoa học năm 2010 bởi Lencioni.